# جائزة إسبانيا الكبرى 1998
جائزة إسبانيا الكبرى 1998 هو سباق فورمولا 1 أقيم بتاريخ 10 مايو 1998 في حلبة دي كاتلونيا، برشلونة، إسبانيا. كان الخامس من أصل 16 في بطولة العالم لسباقات الفورمولا واحد موسم 1998. حلّ الفنلندي ميكا هاكينن أولا بينما جاء البريطاني ديفيد كولتهارد في المركز الثاني وحصل على المركز الثالث الألماني مايكل شوماخر.

## الترتيب النهائي
| الترتيب | السائق         | النقاط |
| ------- | -------------- | ------ |
| 1       | ميكا هاكينن    | 36     |
| 2       | ديفيد كولتهارد | 29     |
| 3       | مايكل شوماخر   | 24     |
| 4       | إدي إيرفين     | 11     |
| 5       | ألكساندر وورز  | 9      |
| المصدر: |                |        |